# Kalu Rinpocze
Kalu Rinpocze (1905–1989 r. w Nepalu) – mnich buddyjski, jedna z najważniejszych postaci współczesnego buddyzmu tybetańskiego.
Kalu Rinpocze pierwsze nauki pobierał od swego ojca Karma Legsze Drajanga, lamy i lekarza, ucznia Dziamgona Kongtrula Lodro Thaje, Miphama Rinpocze i Dziamjanga Khjentse Wangpo. Jako piętnastolatek udał się na 10 lat do głównego klasztoru szkoły karma kagyu w Palpung na intensywne studia. W tym czasie przebył tradycyjne, trzyletnie odosobnienie. Pobierał nauki od XV Karmapy i innych wielkich nauczycieli ruchu rime. 
Od 26. roku życia przez kolejnych 15 lat praktykował w górskich jaskiniach wschodniego Tybetu. Po powrocie do Palpung otrzymał cały przekaz szkoły shangpa kagyu od Drupona Norbu Dondrupa. Został nauczycielem medytacji XVI Karmapy i głównym nauczycielem odosobnień całego wschodniego Tybetu (Kham). Poza tym posiadł doskonałą znajomość tradycyjnej tybetańskiej medycyny. 
W latach 50. XX w. XVI Karmapa wysłał go do Indii i Bhutanu, by poczynił przygotowania do przewidywanego exodusu buddystów z zajętego przez komunistyczne Chiny Tybetu. Utworzył centrum odosobnień we wschodnim Bhutanie, gdzie przebywał przez wiele lat na prośbę królewskiej rodziny. Założył również wiele centrów odosobnień w Indiach. Jego główną siedzibą był od 1962 roku Sonada w pobliżu Dardżylingu w północnych Indiach. Tam to właśnie odnaleźli go pierwsi ludzie przybywający z Zachodu, których przyciągnęło bogactwo wschodniej tradycji i kultury.